# Habitat
För andra betydelser, se Habitat (olika betydelser).
Habitat, lokal, lokalitet, ståndort eller fyndort är inom biologin en miljö där en viss växt- eller djurart kan leva. Att det finns ett lämpligt habitat behöver inte innebära att arten finns där, det är alltså inte detsamma som revir eller växtplats. Det kan till exempel rymmas många revir inom samma habitat. Dessutom kan många arter förekomma i flera olika, specifika habitat, men alla dessa arter delar inte nödvändigtvis habitat med varandra.
Ordet habitat är delvis synonymt med ordet biotop, men habitat kan sägas vara områdets lämplighet som livsmiljö sedd ur artens perspektiv, medan biotopen är områdets naturtyp mer allmänt. Som exempel kan det finnas lämpliga habitat för laxfiskar både i saltvatten och sötvatten, fastän det är olika biotoper. Området som arten för närvarande finns i kallas utbredningsområde.
De faktorer som påverkar ett habitat är av två huvudsakliga slag, biotiska och abiotiska. De biotiska faktorerna innebär exempelvis olika arters förhållande till varandra och hur detta påverkar förutsättningarna för de olika arternas bestånd i habitatet. Övergripande abiotiska faktorer som påverkar ett habitat är geologin och klimatet.
Om växter kan ordet ståndort användas istället för habitat. En växts ståndort karaktäriseras av bland annat klimat, topografi och jordens fuktighet.
Med mikrohabitat menas de förhållanden som råder på en mindre, begränsad yta.